# Морро-д'Альба
Морро-д'Альба (італ. Morro d'Alba) — муніципалітет в Італії, у регіоні Марке,  провінція Анкона.
Морро-д'Альба розташоване на відстані близько 200 км на північ від Рима, 25 км на захід від Анкони.
Населення — 1929 осіб (2014).
Щорічний фестиваль відбувається 29 вересня. Покровитель — святий Архангел Михаїл.

## Демографія
Населення за роками:

Станом на 1 січня 2023 року в муніципалітеті офіційно проживало 137 іноземців з 30 країн, серед них 48 громадян країн Євросоюзу та 4 громадяни України.

## Сусідні муніципалітети
- Бельведере-Остренсе
- Монте-Сан-Віто
- Сан-Марчелло
- Сенігаллія